# Cynoscion squamipinnis
Cynoscion squamipinnis és una espècie de peix de la família dels esciènids i de l'ordre dels perciformes.

## Morfologia
- Els mascles poden assolir 64 cm de longitud total.[3][4]

## Alimentació
Menja peixos, gambes i d'altres crustacis.

## Hàbitat
És un peix de clima tropical i bentopelàgic.

## Distribució geogràfica
Es troba al Pacífic oriental: des del Golf de Califòrnia fins al Perú.

## Observacions
És inofensiu per als humans.